# Francisco Aboitiz
Francisco Aboitiz es un neurocientífico, académico y autor chileno. Es profesor de la Facultad de Medicina y Director del Centro Interdisciplinario de Neurociencias NeuroUC en la Pontificia Universidad Católica de Chile.
La investigación de Aboitiz abarca la neuroanatomía comparada, centrándose en las conexiones interhemisféricas y asimetrías cerebrales, la evolución de la corteza cerebral y redes del lenguaje, funciones cognitivas en condiciones neuropsiquiátricas (incluido el TDAH, el TEA y la  esquizofrenia). Como técnicas, ha utilizado principalmente electroencefalografía de alta densidad e imágenes cerebrales, y mecanismos cognitivos estudiados a través de registros intracraneales en pacientes con epilepsia. Ha escrito y editado más de 140 artículos científicos y varios libros, entre ellos From Attention to Goal-Directed Behavior: Neurodynamical, methodological and clinical trends, en coautoría con Diego Cosmelli, y A Brain for Speech: A view from Evolutionary Neuroanatomy. Su último libro A History of Bodies, Brains and Minds, The evolution of life and consciousness, ha sido publicado en septiembre de 2024

## Educación
Aboitiz realizó estudios superiores en la Universidad de Chile (UCh), obteniendo la Licenciatura en Biología en 1983, con los profesores Humberto Maturana y Francisco Varela. Posteriormente continuó sus estudios y obtuvo un doctorado en neurociencia por la Universidad de California en Los Ángeles (UCLA) en 1991, bajo la tutela de Eran Zaidel y Arnold Scheibel.

## Carrera
La carrera de Aboitiz comenzó como investigador en el Hospital Beth Israel de la Facultad de Medicina de Harvard, trabajando desde 1983 a 1985 en el Laboratorio de Norman Geschwind y Albert Galaburda, estudiando las bases neurológicas de la dislexia. De 1985 a 1991 realizó estudios de doctorado en la Universidad de California en Los Ángeles (UCLA) Posteriormente, realizó una estancia postdoctoral en el laboratorio de Robin Fisher en el Mental Retardation Research Center de la UCLA, entre 1991 y 1992. Luego de esto, regresó a Chile y se desempeñó como profesor de la Facultad de Medicina de la Universidad de Chile (UCh) entre 1992 y 2002, donde asumió como director del Departamento de Morfología del Instituto de Ciencias Biomédicas de la Facultad de Medicina de la UCh. Desde 2002, es profesor del Departamento de Psiquiatría de la Facultad de Medicina de la Pontificia Universidad Católica de Chile (PUC).
Entre 2002 y 2006, Aboitiz participó como subdirector del Centro Milenio de Neurociencia Integrativa, CENI, en el marco del Programa Iniciativa Científica Milenio (ICM) impulsado por el gobierno chileno. En 2009 creó y es el actual director del Centro Interdisciplinario de Neurociencia NeuroUC.
En 2010, Aboitiz desarrolló el Programa de Doctorado en Neurociencias de la PUC. En 2011, fue nombrado Director del Centro de Neurociencias de la Memoria, CENEM, uno de los siete nuevos Núcleos Científicos de la iniciativa científica Milenio. Ocupa el cargo de Investigador Principal del Laboratorio de Neurociencia Cognitiva y Evolutiva (LANCE), donde ha dirigido más de 20 tesis doctorales.

## Investigación
En sus inicios, Aboitiz se centró en la neuroanatomía comparativa de las conexiones interhemisféricas y las asimetrías cerebrales en humanos y otros mamíferos. También investigó los orígenes de la corteza cerebral en los primeros mamíferos, proponiendo hipótesis que desafiaban las opiniones establecidas que consideraban que la corteza cerebral de los mamíferos era un derivado de un cerebro ancestral similar al de los reptiles. Sugirió que los cerebros de los reptiles y los mamíferos atravesaron historias evolutivas separadas. Al mismo tiempo, exploraba la neuroanatomía de las redes del lenguaje, identificando sus homólogos potenciales en los monos y sugiriendo un marco para la evolución de los circuitos del lenguaje humano. Además de esto, su trabajo en facultades de medicina ha implicado el estudio de las funciones cognitivas en diversas afecciones neuropsiquiátricas, como el trastorno por déficit atencional e hiperactividad (TDAH), trastorno del espectro autista (TEA) y esquizofrenia, así como el procesamiento del lenguaje y el comportamiento social en individuos sanos.
En uno de sus estudios más citados, Aboitiz contribuyó a un estudio de cuatro cerebros de hombres con dislexia del desarrollo. Los hallazgos neuroanatómicos mostraron que los hombres con dislexia del desarrollo tenían anomalías del desarrollo en la corteza cerebral, desviaciones de la asimetría cerebral estándar y asociaciones con la no diestra y enfermedades autoinmunes.Su tesis doctoral describió la diferenciación regional en los tipos de fibras dentro del cuerpo calloso del ser humano. encontrando patrones de variación de densidad, sin diferencias significativas de sexo y sin correlación entre la densidad general de la fibra y el área callosa. Posteriormente, propuso una hipótesis para el desarrollo evolutivo del cuerpo calloso, destacando cómo su estructura fibrosa facilita la comunicación interhemisférica, particularmente en las áreas sensoriales, y cómo el tamaño del cerebro afecta esta conectividad, influyendo potencialmente en la lateralización del cerebro.
Aboitiz también ha liderado una línea de investigación sobre los mecanismos cognitivos implicados en la patología de las enfermedades neuropsiquiátricas, especialmente el TDAH, y ha utilizado nuevas neurotecnologías para la investigación científica en Chile, incluida la electroencefalografía de alta densidad (EEG), neuroimágenes (Resonancia magnética y resonancia magnética funcional) y Registros electrofisiológicos intracraneales en humanos (ECoG). Además, propuso una teoría sobre el origen evolutivo de la corteza cerebral de los mamíferos a partir de un cerebro indiferenciado como se observa en anfibios, señalando la homología (pero no la ascendencia) con la corteza dorsal y lateral de reptiles, y propone un mecanismo para la evolución de su estructura laminada. Otra línea de investigación se centró en el sustrato neuronal del lenguaje y su origen gradual a través de la selección natural, involucrando una red neurocognitiva a gran escala a través de las cortezas temporal, parietal y frontal, que amplificó la capacidad de memoria de trabajo vocal, facilitando el aprendizaje de vocalizaciones complejas y desarrollo de sintaxis.

## Obras
Aboitiz ha escrito y editado más de 140 artículos científicos y varios libros a lo largo de su carrera. En 2007, fue coautor de su primer libro, Origin and Evolution of the Vertebrate Telencephalon, with Special Reference to the Mammalian Neocortex, junto con Juan Montiel, en el que explora el origen y la evolución del cerebro de los vertebrados, rastreando su desarrollo desde los elementos más simples del sistema nervioso hasta la compleja corteza cerebral de los mamíferos, al tiempo que aborda el debate entre la biología evolutiva y el diseño inteligente en relación con la complejidad del cerebro. En colaboración con Diego Cosmelli en 2008, exploró los vínculos fundamentales entre la atención, la conducta dirigida a objetivos y el control cognitivo en su libro Attention to Goal-Directed Behavior: Neurodynamical, Methodological and Clinical Trends, haciendo hincapié en un enfoque ecológico para comprender estos procesos en el comportamiento natural. Entre sus obras editadas, su libro Déficit atencional e hiperactividad: Fronteras y desafíos, publicado en 2011, analizó las controversias y malentendidos que rodean al TDAH y subrayó su base genética, su impacto a lo largo de la vida y la necesidad de un enfoque de tratamiento integrado, centrándose en los recientes avances científicos y clínicos y las estrategias terapéuticas
En 2017, el trabajo de Aboitiz A Brain for Speech. A view from evolutionary neuroanatomy (Un cerebro para el habla: una visión desde la neuroanatomía evolutiva), investigó la evolución del cerebro humano y los orígenes del habla y el lenguaje, enfatizando el papel del bucle fonológico en el desarrollo de la memoria vocal y el lenguaje moderno y examinando la neuroanatomía relacionada y las capacidades de aprendizaje en otras especies. David Poeppel comentó que "este libro ofrece un ángulo provocador sobre cómo los dominios del gesto, el habla y la memoria de trabajo interactúan en la evolución del habla". Durante una ceremonia de presentación, Jorge Barros señaló: "Al leer este libro, entendí dos cosas: primero, que no era un texto típico de neurociencia porque era inusual; y segundo, que este libro no fue escrito en un año... El libro resume el trabajo científico de toda su vida"
Aboitiz ha trabajado en su último libro, A History of Bodies, Brains and Minds. The evolution of life and consciousness (Una historia de cuerpos, cerebros y mentes. La evolución de la vida y la conciencia), que se publicó en septiembre de 2024. Este libro ofrece una perspectiva de la evolución de la vida en la Tierra, desde el origen de la vida hasta la aparición del lenguaje y la conciencia humana.

### Libros
- Origin and Evolution of the Vertebrate Telencephalon, with Special Reference to the Mammalian Neocortex (2007) ISBN 978-3540497608
- From Attention to Goal-Directed Behavior: Neurodynamical, Methodological and Clinical Trends (2008) ISBN 978-3540705727
- Déficit atencional e hiperactividad: Fronteras y desafíos (2011) ISBN 978-9561410886
- A Brain for Speech: A View from Evolutionary Neuroanatomy (2017) ISBN 9781137540607
- A History of Bodies, Brains, and Minds: The Evolution of Life and Consciousness (2024) ISBN 9780262049023

### Artículos seleccionados
- Galaburda, A. M., Sherman, G. F., Rosen, G. D., Aboitiz, F., & Geschwind, N. (1985). Developmental dyslexia: four consecutive patients with cortical anomalies. Annals of Neurology: Official Journal of the American Neurological Association and the Child Neurology Society, 18(2), 222–233.
- Aboitiz, F., Scheibel, A. B., Fisher, R. S., & Zaidel, E. (1992). Fiber composition of the human corpus callosum. Brain research, 598(1–2), 143–153.
- Aboitiz, F., Scheibel, A. B., Fisher, R. S., & Zaidel, E. (1992). Individual differences in brain asymmetries and fiber composition in the human corpus callosum. Brain research, 598(1–2), 154–161.
- Aboitiz, F., & Garcıa, R. (1997). The evolutionary origin of the language areas in the human brain. A neuroanatomical perspective. Brain Research Reviews, 25(3), 381–396.
- Aboitiz, F., & Montiel, J. (2003). One hundred million years of interhemispheric communication: the history of the corpus callosum. Brazilian journal of medical and biological research, 36, 409–420.
- Aboitiz, F., Morales, D., & Montiel, J. (2003). The evolutionary origin of the mammalian isocortex: towards an integrated developmental and functional approach. Behavioral and Brain Sciences, 26(5), 535–552.
- Montiel, J. F., & Aboitiz, F. (2015). Pallial patterning and the origin of the isocortex. Frontiers in Neuroscience, 9, 377.